# Manakambahiny Est
Manakambahiny Atsinanana est une commune rurale malgache située dans la partie centre-est de la région d'Alaotra-Mangoro. Elle appartient au district d'Ambatondrazaka.